# Polygonum maritimum
Polygonum maritimum é uma espécie botânica pertencente à família Polygonaceae.
O seu nome comum é polígono-marítimo.
A autoridade da espécie é L. tendo sido publicada em Species Plantarum 1: 361., no ano de 1753.
Trata-se de uma espécie presente em Portugal, nomeadamente em Portugal Continental, Arquipélago da Madeira e Arquipélago dos Açores, de onde é nativa.

## Descrição
A seguir apresenta-se a descrição dada por António Xavier Pereira Coutinho na sua obra Flora de Portugal (Plantas Vasculares): Disposta em Chaves Dicotómicas (1.ª ed. Lisboa: Aillaud, 1913):
Ramos floriferos folhosos; óchreas pouco mais curtas que os entre-nós ou maiores do que eles, as superiores imbricadas e escondendo completamente
o eixo; aquénios muito lisos. Planta de 2-6 dm., ordinariamente prostrada, com os caules grossos e tortuosos; folhas ovado-lanceolada ou
lanceoladas. Planta lenhosa. Quase todo o ano. Areias marítimas de toda a costa (frequente).